# Vidkärrs trädgårdsstad

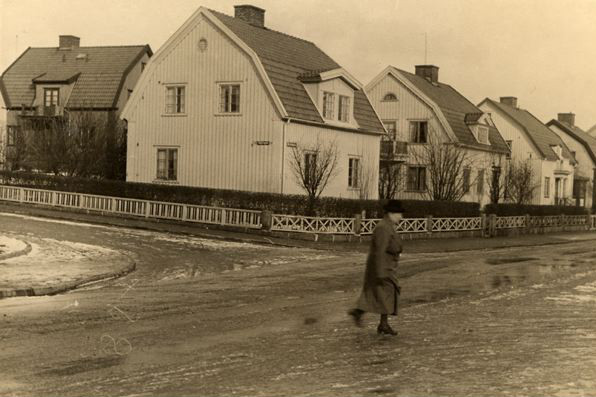
Vidkärrs trädgårdsstad med hörnet Härlandavägen och Vidkärrsgatan år 1943. Det är det 44:e kvarteret Nuolja.

Vidkärrs trädgårdsstad ligger mellan Sofiagatan och Härlandavägen i Bagaregården i Göteborg. Det projekterades på 1920-talet av stadsingenjören Albert Lilienberg på initiativ av arkitekten Nils Olsson. Villastaden är ritad med den engelska trädgårdsstadsplaneringen som förebild.
Ordförande i föreningen blev kaptenen Sven de Verdier. Göteborgs Handels- och Sjöfartstidning skrev den 8 oktober 1921 att:
| ”                      | Föreningen ombesörjer hela byggnadsarbetet och säljer byggnaderna fullt färdiga. Husen uppföras av trä med grund och sockel av betong. I köken uppsättes kombinerade gas- och vedspisar, i rummen kakelugnar. Varje hus får egen tvättstuga, matkällare och vedkällare. Därtill kommer en liten köksträdgård att anläggas bakom varje hus varjemte en plantering kommer att pryda framsidan. | „ |
| – GHT, 8 oktober 1921. | |   |

På platsen låg tidigare flera landerier och hemman såsom exempelvis Vidkärr, Härlanda landeri, med flera. 1907 hade man även färdigställt och invigt Härlanda fängelse inte långt från platsen. Området planlades som ett Egnahemsområde av tjänstemän och arbetare vid SKF och man bildade Föreningen Vidkärrs Trädgårdsstad. Emellertid lyckades man inte få nog med medlemmar, varför medlemskapet öppnades även för de som inte arbetade vid SKF. Marken köptes från Göteborgs stad och indelades i totalt fem kvarter inom den 19:e roten. Kvarteren var 43:e kvarteret Predikstolen, 44:e kvarteret Nuolja, 45:e kvarteret Skuorka, 46:e kvarteret Luossavaara och 47:e kvarteret Kirunavaara.
Gatorna i och omkring området gavs namnen. Härlandavägen namngavs 1883 men härstammar från landeriet Härlanda som nämndes första gången 1474, Borgmästaregatan namngavs 1915 utan lokal anknytning, Rådmansgatan namngavs 1915 utan någon lokal anknytning, Vidkärrsgatan namngavs 1918 efter hemmanet Vidkärr och Sofiagatan namngavs 1915 efter drottning Sofia.